# Persona de color libre

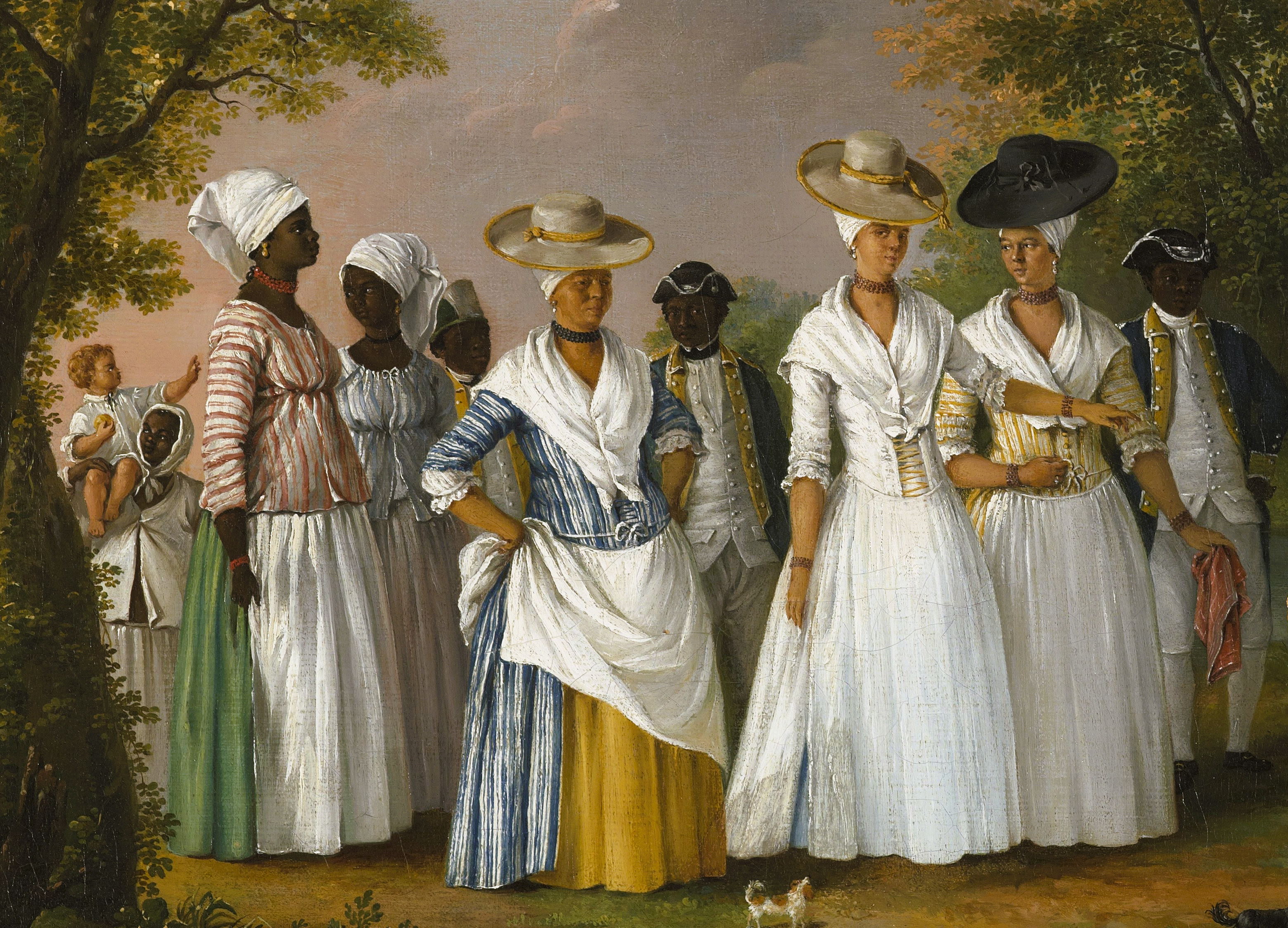
Mujeres libres de color con sus hijos y sirvientes, pintura al óleo de Agostino Brunias, Dominica, c. 1764-1796.

El término negros libres (en francés: Noirs libres), en el contexto de la historia de la esclavitud en las Américas, en un primer momento se refiere específicamente a las personas de ascendencia africana y europea mixta que no eran esclavos. El término fue utilizado sobre todo en las colonias francesas, como Luisiana y los asentamientos en las islas del Caribe, como Saint-Domingue, Guadalupe y Martinica. Esclavos africanos liberados fueron incluidos en el término de Manumisión, pero históricamente se les consideraba como algo distinto de la gente de color libre. En estos territorios y las principales ciudades, en particular Nueva Orleans, y en las ciudades en poder de los españoles, se desarrolló una sustancial tercera clase de personas libres, que comprendía a mestizos principalmente. Estas sociedades coloniales clasificaron a las personas de raza mixta en una variedad de formas, por lo general relacionados con características visibles y con la proporción de ascendencia africana. Las clasificaciones raciales eran numerosas en América Latina. 
En las Trece colonias colonizadas por los británicos, y más tarde en los Estados Unidos, el término de negro libre se usaba a menudo para cubrir la misma clase de personas: los que eran legalmente libres y visiblemente de ascendencia étnica africana. Incluía a las personas de raza mixta, así como a los esclavos africanos liberados.

## Historia

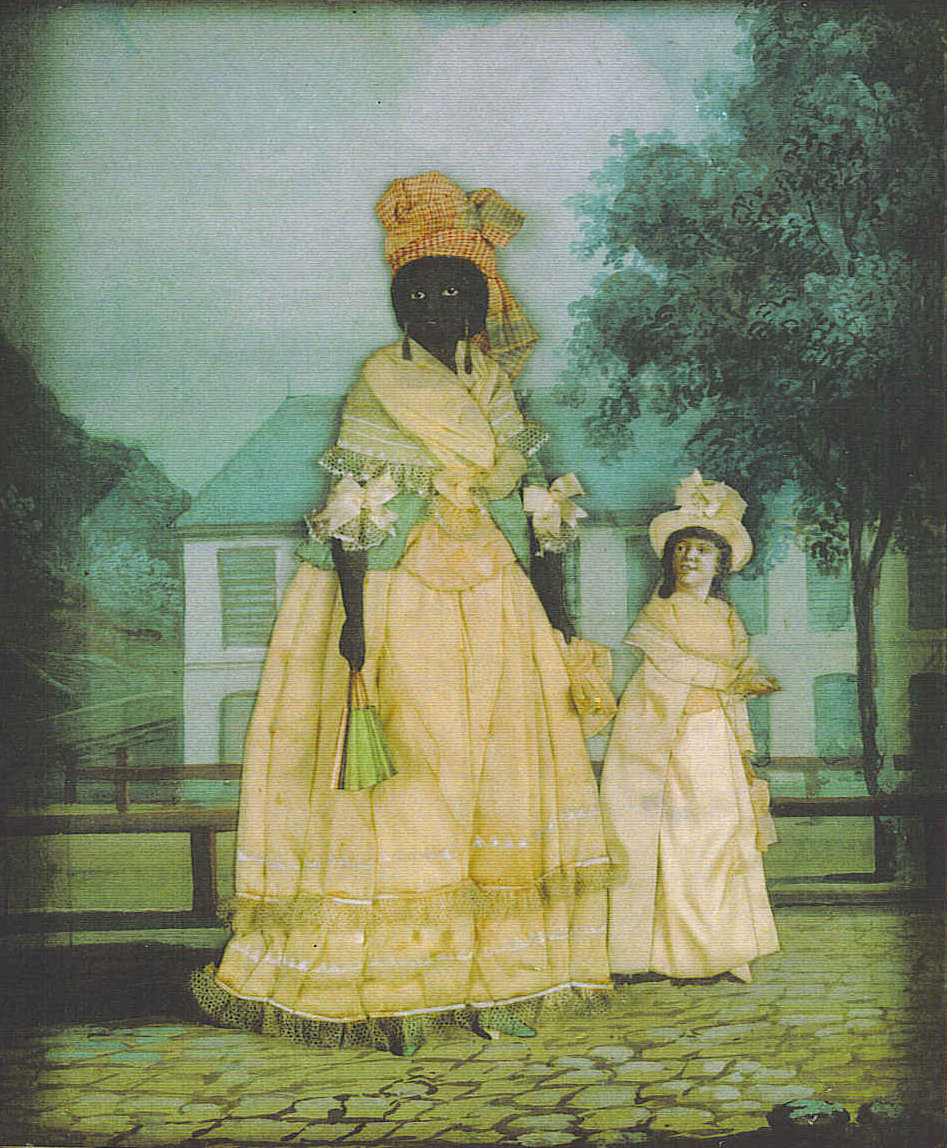
Mujer de color libre con su hija cuarterona. Collage de pintura de finales del S. XVIII, Nueva Orleans.

Las personas de color libres jugaron un papel importante en la historia de Nueva Orleans y la zona sur de La Luisiana, tanto cuando el área estaba controlada por franceses y españoles, como después con la adquisición por los Estados Unidos como parte de la compra de Luisiana. También fueron importantes en la formación de una clase culta de gente de color en las colonias francesas de las islas del Caribe. 
Cuando los colonos y comerciantes franceses llegaron por primera vez a estas colonias, los hombres con frecuencia tomaron mujeres nativas americanas como sus concubinas o esposas de hecho. Cuando los esclavos africanos fueron importados a la colonia, los colonos tomaron las mujeres africanas como concubinas y esposas. En el período del gobierno francés y español, los hombres tendieron a casarse más tarde después de haberse establecido financieramente. A medida que la colonia de la Costa Alemana crecía y más mujeres blancas llegaban desde Francia y Alemania, algunos hombres franceses o de etnia criolla francesa aún tomaban mujeres de raza mixta como amantes, conocidas como placées, antes de estar oficialmente casados. Las personas de color libres desarrollaron acuerdos formales para las placées, que negociaban las madres de las jóvenes. Bajo este sistema, a menudo las madres negociaban una especie de dote o transferencia de propiedad a sus hijas, incluida la libertad para ellas y sus hijos, y la educación de los niños. Los hombres franceses criollos a menudo pagaban por la educación de sus hijos (ilegítimos) de raza mixta "naturales" de estas relaciones, especialmente si eran varones, enviándolos generalmente a Francia para ser educados. 
Con el tiempo, la gente de color libre se desarrolló como una clase separada entre la colonial francesa y española y la masa de los trabajadores negros africanos esclavizados. A menudo alcanzaban un nivel de educación y en medida a su riqueza; hablaban francés y practicaban el catolicismo, aunque también desarrollaron un cristianismo sincrético. Durante un tiempo el centro de su comunidad residencial en Nueva Orleans estuvo en el barrio francés. Muchos eran artesanos que tenían propiedades y sus propios negocios. Formaban una categoría social distinta de ambos: blancos y esclavos, y mantuvieron su propia sociedad en el período posterior a la anexión de Estados Unidos.
Las personas de color libres fueron también una parte importante de la historia del Caribe durante el período de la esclavitud y después. Inicialmente los descendientes de hombres franceses y esclavas africanas, con frecuencia se casaban dentro de su propia comunidad de raza mixta, y otros alcanzaron riqueza y poder. Las personas de color libres fueron líderes en la colonia francesa de Saint-Domingue, que logró la independencia el 1 de enero de 1804 como Haití. En Santo Domingo, Martinica, Guadalupe, y otras colonias francesas del Caribe antes de que se aboliese la esclavitud, las personas de color libres eran conocidas como “gens de couleur libres”, y “affranchis”. Grupos comparables se convirtieron en una parte importante de la población de la Jamaica británica, de la española Capitanía General de Santo Domingo, Cuba, Puerto Rico y el Brasil portugués. 
Algunos historiadores sugieren que las personas de color libres hicieron de Nueva Orleans la cuna del movimiento de derechos civiles en los Estados Unidos, debido a los primeros esfuerzos de los criollos de Luisiana para unirse al ejército. William C. C. Claiborne, designado por Thomas Jefferson como Gobernador del Territorio de Orleans, aceptó formalmente la entrega de la colonia francesa el 20 de diciembre de 1803. Hombres de color libres habían sido miembros de la milicia durante décadas, tanto durante el dominio español como francés de la colonia de Luisiana. 
Ofrecieron voluntariamente sus servicios y comprometieron su lealtad a Claiborne y a su país de adopción. A principios de 1804, la nueva administración de EE.UU. en Nueva Orleans bajo el gobernador Claiborne se enfrentó a un dilema previamente desconocido en los Estados Unidos, la integración de los militares mediante la incorporación de unidades enteras de la ya establecida milicia "de color". Véase, por ejemplo, la carta del 20 de febrero de 1804 a Claiborne del Secretario de Guerra Henry Dearborn, que establece que "sería prudente no aumentar el Cuerpo, sino disminuir, si se pudiera hacer, sin ofender."
Una década más tarde, durante la Guerra de 1812, la milicia de los hombres de color libres se ofreció para defender su ciudad y país en la batalla de Nueva Orleans, cuando los británicos comenzaron el desembarco de tropas en suelo estadounidense fuera de la ciudad en diciembre de 1814.

## Definición

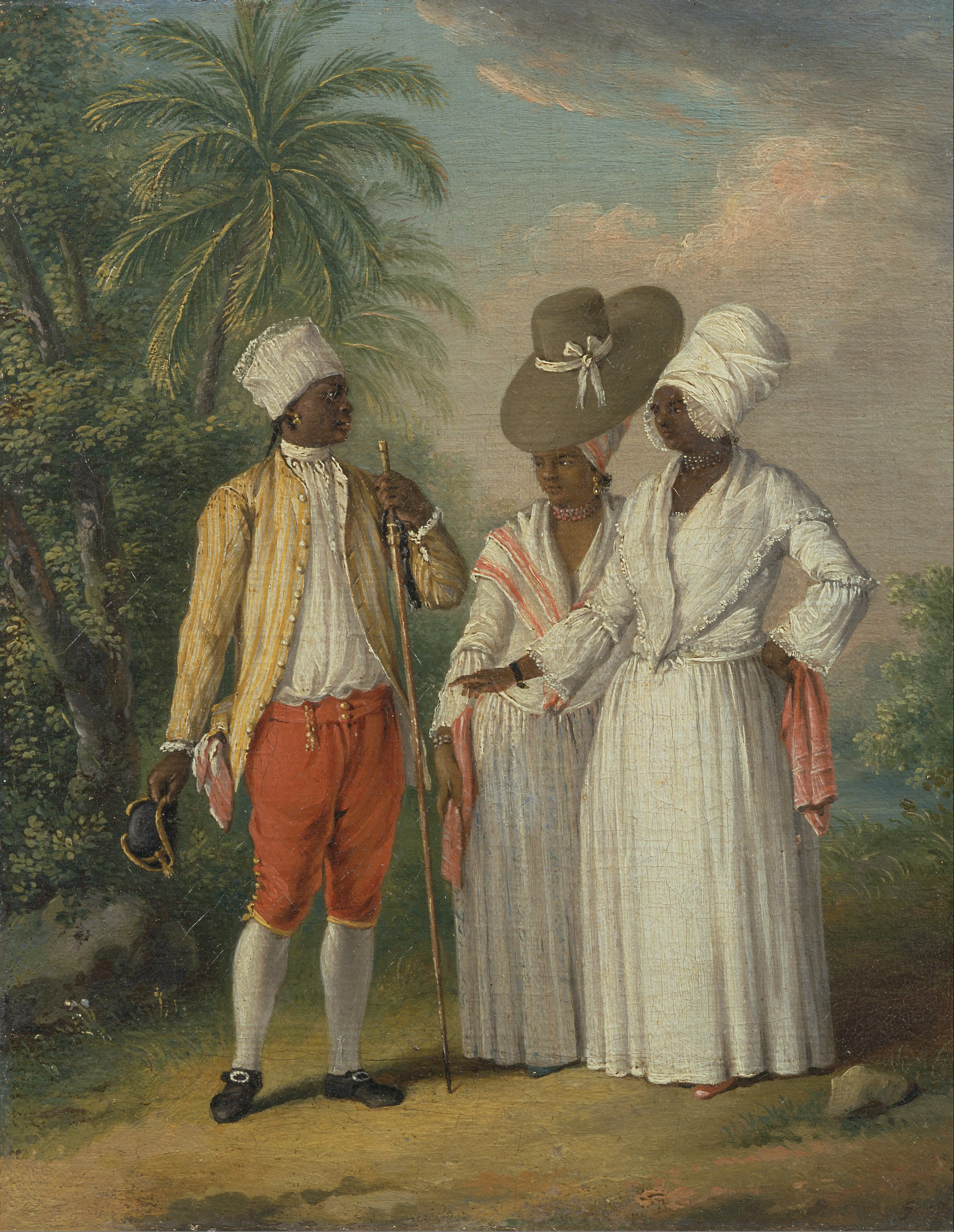
Personas de color libres de Dominica, Indias Occidentales, c. 1770

Hubo relativamente poca manumisión de esclavos hasta después de la revolución. En las sociedades esclavistas de las Américas, algunos hombres blancos se aprovecharon de las relaciones de poder para utilizar algunas de sus esclavas como esclavas sexuales; y se habían extendido las relaciones de concubinato. Sin embargo, la descendencia de estas relaciones no fue por lo general emancipada. 
En Carolina del Sur Mary Chesnut escribió en la mitad del S. XIX que "como los patriarcas de la antigüedad, nuestros hombres viven todos juntos en una casa con sus mujeres y sus concubinas, y los mulatos que se ven en cada familia, se parecen exactamente a los niños blancos..." En algunos lugares, especialmente en las sociedades esclavistas del Caribe y Sudamérica, el padre europeo podría reconocer la relación y sus hijos. Algunas eran uniones de hecho de afecto. Los dueños de esclavos eran más propensos a liberar a sus hijos mulatos de estas relaciones que a otros esclavos. También liberaron a veces a las mujeres esclavas que eran sus concubinas. 
Muchas sociedades esclavistas permitieron a los dueños liberar a sus esclavos. Pero a medida que la población de color se hizo más grande y más amenazante para la clase dominante blanca, los gobiernos pusieron cada vez más restricciones a las manumisiones. Estas por lo general incluían impuestos, requisitos de alguna razón que fuese socialmente útil ser citados para la manumisión, y el requisito de que una persona que había quedado libre demostrase un medio de sustentación independiente. Los dueños podían liberar a sus esclavos por una variedad de razones, pero la más común fue la relación de parentesco entre el dueño y el esclavo. 
Los esclavos también lograban su libertad mediante la compra, ya sea al valor del mercado o reducido. Algunos dueños contrataban a sus esclavos y les permitía mantener una parte de sus ingresos. Con el dinero ahorrado, podían comprarse la libertad. En otros casos, los familiares que ya estaban libres compraban la libertad de otro. A veces, los dueños o el gobierno, liberaban esclavos sin pago como recompensa por algún servicio notable; un esclavo que revelase conspiraciones de otros esclavos para sublevarse a veces era recompensados con la libertad. 
Técnicamente un cimarrón era también una persona de color libre. Este término describe a los esclavos que habían escapado y vivían en zonas fuera de los asentamientos. Debido a que los cimarrones vivían fuera de la sociedad esclavista, los estudiosos los consideran como un carácter bastante diferente de la gente de color libre, que hicieron su camino legalmente dentro de las sociedades. 
Muchas personas que vivían como libres dentro de la sociedad de esclavos no tenían documentos oficiales de libertad. En algunos casos estos eran fugitivos, que se escondieron en las ciudades entre las personas de color libres y trataron de mantener un perfil bajo. En otros casos estaban "viviendo como libres" con el permiso de sus dueños, a veces a cambio del pago de la renta o de una parte del dinero que ganaban por ejercer oficios. El dueño nunca hizo oficial su libertad. Al igual que los cimarrones, estas personas estaban siempre en riesgo de perder su libertad.
En Maryland había un gran número de negros libres. Maryland era un estado fronterizo con Pensilvania, que era un estado libre. Esta frontera causó problemas durante el período del secuestro de la familia Morgan. La familia Morgan consistía en Margaret, su esposo Jerry, y sus dos hijos que vivían en Maryland. La familia era libre, pero Margaret no tenía papeles o documentos para demostrar su libertad de hecho. Esto no le impidió estar a la altura de la libertad que se le dio a sus padres, que eran libres cuando la tuvieron. De acuerdo con Patricia Reid de la revista “La esclavitud y la abolición”: "Margaret ejercía abiertamente la libertad viviendo de forma independiente, viajando libremente y, lo más importante, controlando sus capacidad reproductiva y sus responsabilidades familiares." A pesar de su libertad, la familia Morgan tuvo que trasladarse a Pensilvania para evitar las leyes promulgadas en Maryland. Las leyes de Maryland querían que los negros libres se registrasen en la corte para probar que eran libres. La única opción que tenían los Morgan era dejar el estado. La vida era estupenda en Pensilvania, y no había leyes que afectasen a la familia todavía. Los cazadores de esclavos se hicieron comunes después de años de existencia de negros libres y esclavos fugitivos que escapaban a Pensilvania. Muchos cazadores de esclavos secuestraban negros libres sin importarles que fuesen esclavos fugitivos o no, y los llevaban de vuelta a Maryland como hicieron con la familia Morgan. La familia fue secuestrada, pero Jerry fue puesto en libertad gracias a su escritura de manumisión de Maryland. Reid señala: "En el condado de Harford, Margaret y los niños fueron juzgados y los consideraron como esclavos fugitivos." Margaret y los niños fueron vendidos más al sur. 
Dado que las mujeres suelen tener hijos, es más difícil para ellas ser tan móviles como los hombres. Las mujeres como Margaret eran capturadas y detenidas fueran libres o no. Reid escribe: "Las leyes del Sur permitían a los carceleros vender al presunto fugitivo que no podía probar su estado de libertad allí en el profundo Sur." Margaret y sus hijos fueron vendidos en el profundo Sur, lejos de su marido. Jerry intentó recuperar a su familia pidiendo al gobernador de Pensilvania que le ayudase. Cuando cogió el barco para viajar a Columbia, los blancos lo acosaron. Trató de escapar de ellos. Murió después de golpearse contra la pared a la que fue atado y cayó debajo del barco. No hubo cargos criminales contra los blancos en el barco. Reid dice: "Las leyes discriminatorias del estado de Pensilvania habían despojado a los negros libres de presentar cargos criminales contra los blancos en la corte." Esto demuestra cómo los estados que estaban en contra de la esclavitud también tenían restricciones y leyes en contra de los negros libres, pero no eran tan estrictas como lo fueron en el Sur. 

## Efectos económicos
Las personas de color libres llenaban un nicho importante en la economía de las sociedades esclavistas. En la mayoría de los casos trabajaban como artesanos y pequeños comerciantes al por menor en las ciudades. En muchos lugares, especialmente en las colonias de influencia británica, como los Estados Unidos, se restringió a la gente color de poseer esclavos y tierras agrícolas. Sin embargo, muchos negros libres vivían en el campo y algunos se convirtieron en los principales propietarios de esclavos. Muchos se quedaron en o cerca de las plantaciones donde ellos o sus antepasados habían sido esclavos, y en las que se habían creado familia. Los dueños a menudo utilizaban a los negros libres como administradores de las plantaciones o supervisores, sobre todo si el dueño tenía una relación de parentesco con el hombre de raza mixta.
A principios del S. XIX, el aprendizaje era otro método que los negros libres tenían para mejorar su situación económica.
A finales de la década de 1830, por entonces, los tribunales de distrito podían tener aprendices huérfanos, hijos ilegítimos o niños abandonados, y los niños negros libres cuyos padres no tenían empleo.
Sin embargo, el número de aprendices se redujo según el número de negros libres aumentaba. Se aprobaron leyes que prohibían enseñar a los negros a leer y escribir, lo cual era un requisito para poder ser aprendiz. Había miedo que si los negros podían leer y escribir podrían comenzar las revueltas de esclavos y rebeliones. También se impusieron otras restricciones al aprendizaje, prohibiendo los aprendices como editor o trabajo en la imprenta. A pesar de las restricciones en algunos aprendizajes, muchos negros libres se beneficiaron en su momento del aprendizaje. 
Las personas de color libres a menudo eran contratadas por el gobierno como policía rural para cazar a los esclavos fugitivos y mantener el orden entre la población esclava. Desde el punto de vista de la clase maestra blanca en lugares como Haití o Jamaica, esto era una función crítica en una sociedad en la que las personas esclavizadas en grandes plantaciones superaban ampliamente en número a los blancos.
En los lugares donde estaba permitido por ley o costumbre social, algunas personas de color libres lograron adquirir buenas tierras agrícolas y esclavos, y llegar a ser plantadores ellos mismos. Los negros libres poseían plantaciones en casi todas las sociedades esclavistas de las Américas. En Estados Unidos, las personas de color libres eran dueños de la mayoría de las propiedades en Luisiana, que había desarrollado una clase criolla diferenciada o de raza mixta. Un hombre que tenía una relación con una mujer de color a veces también acordaba una transferencia de riqueza a ella y a sus hijos, ya sea mediante escritura de la tierra y la propiedad a la madre y/o niños bajo el sistema de plaçage, mediante la disposición de un puesto de aprendizaje en un comercio para sus niños de raza mixta, lo que les proporcionaba una mejor oportunidad de hacer una vida especializada o mediante la educación de los hijos en Francia y facilitar su camino en el ejército. En St. Domingue/Haití en el último período colonial, los “gens de couleur” eran propietarios de alrededor de un tercio de la tierra y de una cuarta parte de los esclavos.

## Posesclavitud
Con el fin de la esclavitud, la distinción entre los ex libres de color y ex esclavos, persistía en algunas sociedades. Debido a las ventajas de la educación y la experiencia, las personas de color libres proporcionaban a menudo el liderazgo a las personas recién liberadas, como en Haití, donde Toussaint Louverture, el líder nacional, y varios de sus generales eran antiguos hombres de color libres.
De manera similar, en los Estados Unidos, muchos de los afroamericanos elegidos como autoridades estatales y locales durante la reconstrucción en el sur eran libres en el Sur antes de la Guerra Civil. Muchos negros educados cuyas familias eran libres desde hacía mucho tiempo en el norte fueron al sur a trabajar y ayudar a los hombres liberados. Algunos fueron elegidos para el cargo.

## Actualidad
Muchos descendientes de los “gens de couleur”, o personas de color libres, de la zona de Luisiana celebran su cultura y patrimonio a través de una asociación con sede en Nueva Orleans, la Asociación de Investigación criolla de Luisiana (LA Créole).  El término "Créole" no es sinónimo de "gente de color libre" o “gens de couleur libre”, sino que muchos miembros de LA Créole han rastreado sus genealogías a través de esas líneas. Hoy en día, los descendientes multirraciales de los colonos franceses, africanos y otros grupos étnicos son ampliamente conocidos como población criolla de Luisiana. El gobernador de Luisiana, Bobby Jindal firmó la Ley 276 del 14 de junio de 2013, creando el distintivo de "prestigio", "Soy criollo", en honor a las contribuciones y el patrimonio de los criollos de Luisiana.
Los términos "criollo" y "Cajún" en ocasiones se han confundido en Luisiana, ya que los miembros de cada grupo en general, tenían antepasados que eran de habla francesa; pero los términos no son sinónimos. Los Cajunes son descendientes de colonos franceses de Acadia que fueron reasentados en Luisiana en el siglo XVIII, por lo general fuera de la zona de Nueva Orleans. Generaciones más tarde, algunos de su cultura se relacionan con la de los criollos de Luisiana, pero son distintos. Los miembros de cada grupo pueden ser multiétnicos.

## Personalidades de color libres
- Francis Williams, poeta.
- Anne Rossignol, Signare, mujer de negocios y traficante de esclavos.

- Chevalier de Saint-Georges, compositor y espadachín de finales del S. XVIII en Francia.
- Julien Raimond, dueño de una plantación de añil en Saint-Domingue y lider de la campaña en Francia y su colonia para extender la plena ciudadanía a los hombres de color libres después de la Revolución francesa.
- Peter Salem, esclavo y soldado durante la guerra de Independencia de los Estados Unidos.
- Julie Dahey, mujer de negocios en Saint-Domingue.
- Zabeau Bellanton, mujer de negocios y traficante de esclavos.
- Simone Brocard, traficante de esclavos en Cabo Haitiano.
- André Rigaud, líder de la Revolución haitiana.
- Alexandre Pétion, presidente de Haití.
- Jean-Pierre Boyer, presidente haitiano.
- Frederick Douglass, esclavo estadounidense que escapó al Norte, logró una educación, y lideró el movimiento abolicionista en los EE. UU.
- Marie Laveau, practicante de vudú en el Nueva Orleans de principios del siglo XIX.
- Mary Seacole, enfermera.
- Thomas-Alexandre Dumas, padre de Alejandro Dumas, autor de Los tres mosqueteros, nació libre de un general francés noble en Saint Domingue y una esclava.
- Solomon Northup, nacido sobre 1808 en Nueva York, secuestrado y esclavizado en 1841. Después de su fuga, escribió un libro de memorias, Doce años esclavo (1853), y trabajó por la abolición.